# Carnets de passages en douane

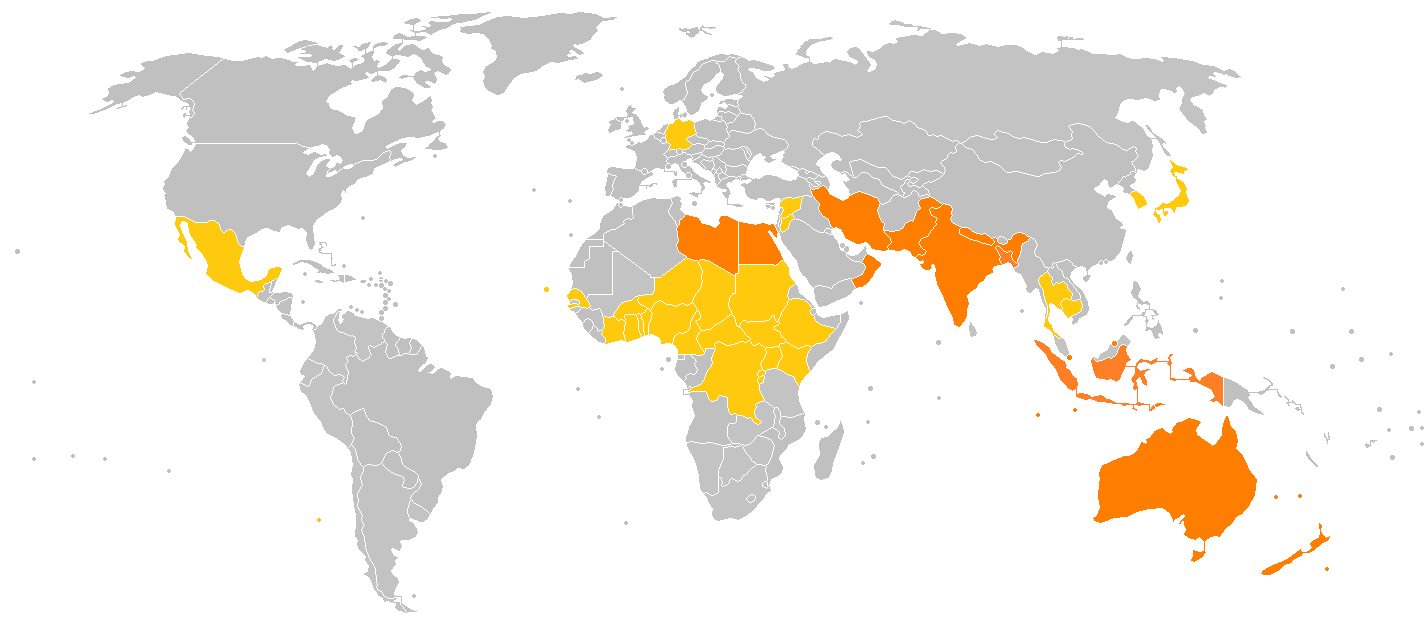
Страны, где требуется Carnet de Passages
Carnet необходим
Carnet рекомендован
Carnet не требуется или нет данных

Карнет де Пассаж (фр. Carnet de Passages en Douane) — международная таможенная декларация, необходимая для временного ввоза транспортного средства. Система Карнет де Пассаж создана в 1911 году, и впервые была использована в 1913 году как документ, необходимый для облегчения передвижения туристам, путешествующим на транспортном средстве. Система Карнет де Пассаж используется в рамках Таможенной Конвенции ООН о временном ввозе частных дорожных перевозочных средств 1954 года и Таможенной Конвенции ООН о временном ввозе коммерческих дорожных перевозочных средств 1956 года. Система Карнет де Пассаж также является частью Конвенции о временном ввозе 1990 года (Стамбульской Конвенции) под руководством Всемирной Таможенной Организации (ВТО). В рамках этих международных конвенции, система Карнет де Пассаж облегчает временный ввоз транспортных средств путём обеспечения гарантии уплаты всех таможенных пошлин и налогов на случай, если транспортное средство не будет вывезено из страны пребывания в предписанные сроки. Система Карнет де Пассаж работает в рамках двух организаций Международного Туристского Альянса (МТА) и Международной Автомобильной Федерации (ФИА).

## Международный Туристский Альянс (МТА) и Международная Автомобильная Федерация (ФИА)
Международный Туристский Альянс (МТА), который был основан в 1898 году, и Международная Автомобильная Федереция (ФИА), которая была основана в 1904 году, являются международными неправительственными организациями, в составе которых более 220 аффилированных клубов и ассоциации из 130 стран мира. МТА оказывает материальную поддержку ФИА и управляет международной таможенной документацией с целью улучшения условий для международного туризма. Цель ФИА в том, чтобы способствовать развитию автомотоспорта, дорожной безопасности и автомобильной мобильности.
МТА и ФИА тесно сотрудничают с Организацией Объединённых Наций (ООН) и Всемирной Таможенной Организацией (ВТО) во всех вопросах, связанные с таможенной документацией и в вопросах по упрощению таможенных формальностей по временному ввозу транспортных средств.
МТА и ФИА в течение многих десятилетий играли существенную роль в практической эксплуатации системы CPD. Клубы и ассоциации, аффилированные с МТА и ФИА уполномочены оформлять книжки CPD в рамках международной таможенной документации МТА / ФИА. Гарантирующую ассоциацию (клуб или ассоциация выступающая гарантом выплаты таможенных пошлин и налогов) и выдающую ассоциацию (клуб или ассоциация уполномоченная выдавать книжки CPD) связывает между собой Гарантийное Соглашение МТА/ФИА. Многостороннее Гарантийное Соглашение формирует договорно-правовую базу между членами МТА / ФИА; в настоящем Соглашении закреплены обязанности и обязательства гарантирующих и выдающих ассоциаций. Гарантийное Соглашение также включает в себя все конкретные инструкции по правильному использованию книжек CPD и какие действия необходимо предпринимать в случае потери, кражи или других непредвиденных обстоятельств.

## Функционирование системы CPD
В странах где используется система CPD для временного ввоза, гарантирующая ассоциация обязуется выплачивать таможенные пошлины и налоги властям той страны, в которую данное транспортное средство ввозится, в случае, если данное транспортное средство не было вывезено из страны пребывания в предписанные сроки под покрытием книжки CPD. Книжка CPD означает, что данное транспортное средство покрывается международной гарантией. Книжки CPD, которые обычно используется в течение одного года, могут быть использованы в разных странах, где используется данная система или в тех странах, где эта книжка может упросить процедуру въезда в страну транспортного средства. Срок пребывания транспортного средства определяется властями той страны, в которую въезжает транспортное средство.

## Описание книжек CPD
ФИО держателя, название выдающей ассоциации и логотипы международных организации МТА и ФИА в рамках которой работает эта система, а также срок действия документа указаны на лицевой стороне обложки книжки CPD. Вся информация о транспортном средстве, указаны в оборотной стороне обложки. На задней обложке книжки указан список всех стран и гарантирующих ассоциации в которых данная система действует. Вся необходимая информация о работе системы и советы по использованию книжки указаны в оборотной стороне задней обложки документа.
Книжки CPD выпускаются стандартным размером формата А4 на английском и французских языках. Книжки могут иметь внутри от 5 до 25 страниц, и каждая с талонами для въезда и выезда с корешками. Одна страница для въезда выезда в одну страну. В каждом талоне для въезда и выезда указана вся информация о транспортном средстве, полное имя и адрес держателя, и название выдающей ассоциации со сроком годности документа.

## Регуляризация системы CPD
В случае возникновения претензий со стороны таможенных органов по причине отсутствия документа подтверждающий выезд транспортного средства из страны пребывания, у гарантирующей ассоциации есть один год, на то чтобы предоставить необходимые доказательства таможенным властям страны пребывания. В соответствии с международной конвенцией, таможенные органы, которые имеют претензий по причине отсутствия документа подтверждающий выезд транспортного средства из страны пребывания, должны уведомить гарантирующию ассоциацию об этом в течение одного года с момента истечения срока действия книжки CPD.
Как предусмотрено международной конвенцией, таможенные штампы из таможенных постов страны пребывания и другие документы подтверждающие вывоз транспортного средств, могут служить в качестве доказательств вывоза транспортного средства из страны пребывания. Доказательством вывоза транспортного средства может также служить «Сертификат о местонахождении», вложенный в конце документа, который может быть использован таможенными сотрудниками, полицией, судом или другими властями. Образец «Сертификата о местонахождении» включен в приложение Таможенной Конвенции ООН 1954 и 1956 годов и в Стамбульскую Конвенцию ВТО 1990 года.

## Преимущества системы CPD
Хотя МТА и ФИА тоже выступают за временный ввоз транспортного средства на территорию страны без уплаты взносов и каких-либо ограничений, с условием обратного вывоза, но в мире ещё остается достаточно много стран требующие международные гарантии (такие как книжка CPD).
В странах где используется система CPD имеет явные преимущества как для держателей книжек, так и для таможенных властей. Книжки CPD исключает необходимость в наличных деньгах и возвращению залога внесенного держателем на время пребывания в стране.
• Книжки CPD представляют собой международно-признанную гарантию.
• Таможенным органам нет необходимости в возвращении внесенных держателем залога на время пребывания в стране.
• Легко узнаваемый документ для временного ввоза частного и коммерческого транспорта всеми сотрудниками таможенных служб.
• Книжки CPD способствуют исключению нарушений таможенных законов и правил страны пребывания.
• Книжки CPD ограничивают таможенных сотрудников в введении собственных правил и требований.
• МТА и ФИА может отправить всю необходимую информацию о владельце транспортного средства, в случае если транспортное средство не было вывезено из страны пребывания в предписанные сроки, либо при возникновении иных проблем.
• Для индустрии туризма, книжки CPD способствуют уменьшению заполнения формальностей для пересечения границ без взноса залога на транспортное средство.

## Триптих
Триптих — это двусторонний таможенный документ, который используется для временного ввоза транспортных средств. Этот документ также используется в соответствии Таможенной Конвенции ООН 1954 и 1956 годов.
В отличие от книжек CPD, Триптих используется для временного ввоза транспортных средств только в одну страну и может быть использована 10 раз для въезда в страну.

## Список стран, в которых используется система CPD
Африка
- Ботсвана
- Бурунди
- Египет
- Зимбабве
- Кения
- Лесото
- *Мавритания
- Намибия
- *Сенегал
- *Сомали
- Судан
- Свазиленд
- *Танзания
- *Того
- *Уганда
- Южная Африка

Азия и Ближний Восток
- Бангладеш
- Индия
- Индонезия
- Иордания
- Иран
- *Ирак
- *Йемен (Специальные условия для каждого эмитента клуба) Катар
- Кувейт
- Ливан
- Малайзия
- *Непал
- ОАЭ
- Оман
- Пакистан
- Саудовская Аравия
- Сингапур
- Сирия
- Шри Ланка
- Япония

Америка
- Аргентина
- Венесуэла
- Канада
- Колумбия
- Парагвай
- Перу
- Тринидад и Тобаго
- Уругвай
- Чили
- *Ямайка

Океания
Австралия
Новая Зеландия
- В этих странах нет гарантирующей ассоциации МТА и ФИА

Точная информация недоступна для Таможенного департамента МТА и ФИА относительно требований на временный ввоз транспортных средств в Бенине, Камеруне, Центральноафриканской республике, Чаде, Конго, Кот-д’Ивуаре, Габоне, Гане, Гвинея-Бисау, Нигере, Бирме (Мьянма), Китае, Ираке, Суринам.
Предварительно разрешение требуется для Гамбии, Гвинея, Афганистана, Бутана, Камбоджи, Гонконга, Монголии и для Омана.
Письменное обязательство требуется для Алжира, Малави, Нигерии (Форма 45 выдается бесплатно), Того (банковская гарантия + предварительное разрешение, если Вы прибываете по морю), Филиппин, Коста-Рики, Эквадора, Доминиканской Республики, Гаити, Никарагуа, Панамы.
Залог запрашивается в Буркина-Фасо, Джибути, Эфиопии, Либерии, Мадагаскаре, Мали, Сейшельских островах, Судане (банковская гарантия + предварительное разрешение), Уганде, Азербайджане, Казахстане, Таиланде, Бразилии, Гайане, Кубе, Сальвадоре.
Разрешение выдается при въезде в Замбии, Зимбабве.